# کهکشان مثلث
کهکشان مثلث (به انگلیسی: Triangulum Galaxy) یا کهکشان سه‌گوش یا مسیه ۳۳ یا ان‌جی‌سی ۵۹۸ یک کهکشان مارپیچی در صورت فلکی سه‌سو است.
سومین کهکشان بزرگ مارپیچی آن هم در میان کهکشان‌های گروه مرکزی، کهکشان مثلث است که نسبت به کهکشان آندرومدا و راه شیری بسیار کوچک‌تر است. این کهکشان که حدود ۳ میلیون سال نوری با زمین فاصله دارد در آسمان زمین در فاصله بسیار نزدیکی به آندرومدا قرار دارد. به طوری که دانشمندان گمان می‌کردند که شاید این کهکشان یکی دیگر از اقمار کهکشان آندرومدا بعد از مسیه ۱۱۰ و مسیه ۳۲ باشد. با وجود فاصله نسبی به زمین و فشردگی این کهکشان از روی زمین کهکشان مثلث کم سو و محو و مات به نظر می‌آید. دلیل این امر این است که حدود ۱۰ ٪ ستاره‌های کهکشان راه شیری در راستای دید ما نسبت به کهکشان واقع شدند و نور همین تعداد ستاره باعث شده که نور کهکشان پراکنده شده و به‌طور متمرکز به زمین نمی‌رسند.
این کهکشان سومین کهکشان بزرگ در گروه محلی است و ۵۰۰۰۰ سال نوری قطر دارد.
کهکشان مثلث دورترین جسمی است که می‌توان آن را با چشمان غیرمسلح رصد کرد و تخمین زده می‌شود حدود ۴۰ میلیارد ستاره در آن قرار دارند. در حالی که این رقم برای کهکشان راه شیری ۲۰۰ میلیارد و برای کهکشان آندرومدا ۴۰۰میلیارد ستاره است. در این کهکشان ستاره زایی شدیدی در جریان است بنابراین نواحی تازه زا و متراکمی در این کهکشان یافت می‌شود. در ضمن سحابی ان جی سی ۶۰۴ که دومین رتبه را در بزرگی و عظمت در بین سحابی‌های ستاره زا را کسب کرده و جرمی معادل ۴۰ برابر سحابی شکار چی و ۶۰۰ برابر این سحابی درخشندگی دارد.